# Мілоховиці
Мілоховиці (пол. Miłochowice) — село в Польщі, у гміні Мілич Мілицького повіту Нижньосілезького воєводства.
Населення — 400 осіб (2011).
У 1975—1998 роках село належало до Вроцлавського воєводства.

## Демографія
Демографічна структура станом на 31 березня 2011 року:
|          | Загалом | Допрацездатний вік | Працездатний вік | Постпрацездатний вік |
| -------- | ------- | ------------------ | ---------------- | -------------------- |
| Чоловіки | 205     | 55                 | 140              | 10                   |
| Жінки    | 195     | 40                 | 131              | 24                   |
| Разом    | 400     | 95                 | 271              | 34                   |